# Заповідник дикої природи Мілле-Сердо
Заповідник дикої природи Мілле-Сердо — заповідна територія в Ефіопії. Він розташований в регіоні Афар Ефіопії. Заповідник охороняє частину річки Аваш і навколишню пустелю.
Заповідник дикої природи Мілле-Сердо займає площу 6503 км 2. Він розташований у западині Афар, пустельному регіоні між Червоним морем і Ефіопським нагір'ям. Це частина екорегіону склерофітних луків і чагарників Ефіопії.
Заповідник включає нижню течію річки Аваш, яка бере початок на Ефіопському нагір’ї та протікає через Африканську рифтову долину, впадаючи в солоні озера, включаючи озеро Аббе, яке розташоване безпосередньо на південний схід від заповідника вздовж кордону Ефіопії та Джибуті.
Дві інші охоронювані території, національний парк Янгуді-Расса та контрольована мисливська територія Аваш-Вест, примикають до заповідника Мілле-Сердо на південному заході. 

## Тваринний світ
Заповідник був створений для захисту сомалійського дикого віслюка  ( Equus africanus somaliensis ), який знаходиться під загрозою зникнення. Раніше вид поширювався на увесь Африканський Ріг. Дика популяція стрімко скоротилася на початку 1970-х років. Сьогодні популяції віслюка, за оцінками, становить від 70 до 600 особин, обмежена частиною западини Афар в Ефіопії та Еритреї.

## Охорона
Заповідник був створений у 1973 році, і також відомий як заповідник дикого осла Мілле-Сердо. 